# Saggrenda
Saggrenda är en tidigare tätort i Kongsbergs kommun i Buskerud fylke i sydöstra Norge. Orten ligger vid Europaväg 134, Sørlandsbanan och Kobberbergselva, sydväst om staden Kongsberg.
2016 räknades orten som en egen tätort, för att därefter åter igen sedan 2017 räknas som en del av tätorten Kongsberg.
Tidigare har den södra delen av orten tillhört dåvarande Øvre Sandsværs kommun.